# El Hakimia
El Hakimia (em árabe: الحاكمية) é uma pequena cidade e comuna localizada na província de Bouira, Argélia. De acordo com o censo de 2008, a população total da cidade era de 2 212 habitantes.